# Xanthorhoe cataphracta
Xanthorhoe cataphracta là một loài bướm đêm trong họ Geometridae.